# Mary Pinchot Meyer

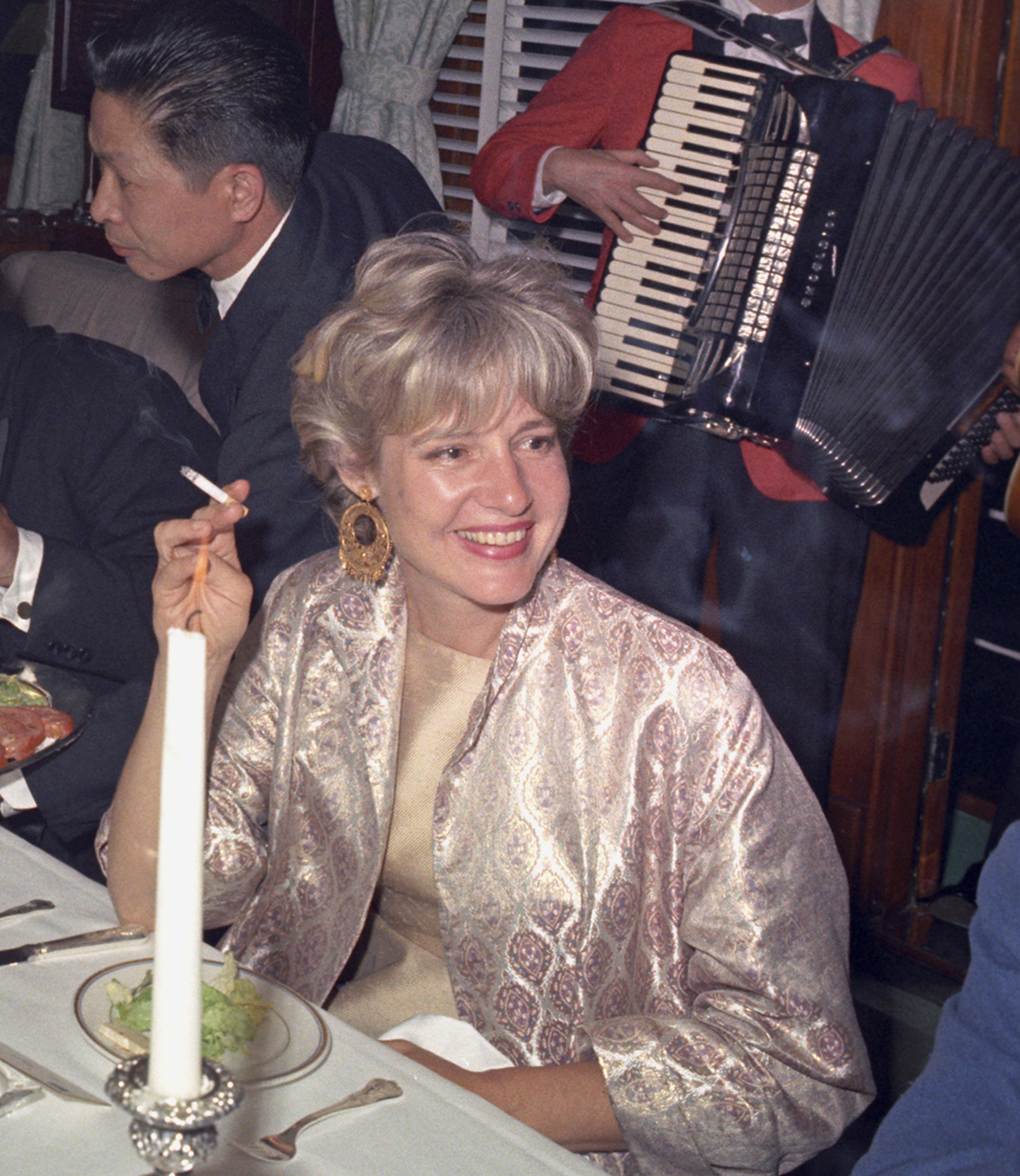
Mary Pinchot Meyer bei John F. Kennedys Geburtstagsfeier am 29. Mai 1963 auf der Yacht Sequoia

Mary Eno Pinchot Meyer, geb. Pinchot (* 14. Oktober 1920 in New York City; † 12. Oktober 1964 in Washington, D.C.), war eine US-amerikanische Malerin und mehrere Jahre die Geliebte von John F. Kennedy.

## Leben
Mary Pinchot war die Tochter des wohlhabenden Rechtsanwalts Amos Pinchot (1873–1944) und dessen zweiten Frau, der Journalistin Ruth Pinchot geb. Pickering (1893–1984). Ihr Onkel war der Forstwissenschaftler und Politiker Gifford Pinchot (1865–1946), der zweimal Gouverneur von Pennsylvania war – 1923 bis 1927 und 1931 bis 1935.
Sie studierte an der Brearley School in Manhattan und anschließend am Vassar College in Poughkeepsie. Zu ihren dortigen Freundinnen gehörte die zwei Jahre jüngere Cicely d’Autremont (1922–2011), die 1943 James Angleton (1917–1987) heiratete, den langjährigen Leiter der Spionageabwehr der CIA. Nach ihrem 1942 erfolgten Abschluss war sie mehrere Jahre als Journalistin tätig, darunter für die Nachrichtenagentur UPI und die Frauenzeitschrift Mademoiselle.
Am 19. April 1945 heiratete sie in New York den Marine-Offizier Cord Meyer (1920–2001), der etwa 1949 begann, für die CIA zu arbeiten und der Organisation 1951 offiziell beitrat. 1949 zog das Paar nach Cambridge, Massachusetts, wo Mary Meyer zu Malen begann und Unterricht an der Cambridge School of Design nahm. 1958 wurde die Ehe geschieden.

## Beziehung zu Kennedy
Nach ihrer Scheidung zog Mary Meyer mit ihren beiden Söhnen nach Georgetown, einem Stadtteil von Washington, wo sie wieder intensiv malte. Ihre ebenfalls in Washington lebende Schwester Antoinette, die 1955 den Journalisten Ben Bradlee geheiratet hatte, stellte ihr dafür die Garage ihres Hauses zur Verfügung, in der sie sich ein Studio einrichtete. Ben Bradlee arbeitete damals beim Nachrichtenmagazin Newsweek und wurde später Chefredakteur der Washington Post. Zu ihrem Freundeskreis gehörten der Maler Kenneth Noland und die Bildhauerin Anne Truitt (1921–2004).
Im Januar 1962 begann Mary Meyer, die bereits zuvor häufig im Weißen Haus verkehrte, eine intime Beziehung mit John F. Kennedy, die erst später durch Aussagen des Journalisten James Truitt († 1981) bekannt wurde, dem damaligen Mann von Anne Truitt.
Mary Meyer hatte großen Einfluss auf Kennedy und brachte ihn sogar dazu, Drogen zu nehmen, darunter Marihuana und LSD. Im April 1962 fuhr sie deshalb zur Harvard University, um sich bei dem Psychologen Timothy Leary Rat zu holen. Leary hat die Treffen mit ihr in seiner Autobiographie beschrieben. Demnach wollte sie „lernen, wie man eine LSD-Sitzung führt“, für „einen Freund, einen sehr wichtigen Mann“. Als Leary meinte, sie solle ihn einfach mitbringen, entgegnete sie: „Das kommt leider nicht in Frage. Mein Freund ist eine Person des öffentlichen Lebens. Das ist einfach unmöglich.“
Mary Meyer, die selbst politisch interessiert war, diskutierte mit Kennedy auch über seine Entspannungspolitik, die sie unterstützte. Der Anwalt des Weißen Hauses, Myer Feldman (1914–2007), erzählte später Mary Meyers Biographin Nina Burleigh, dass diese so häufig bei Kennedy war, dass sie

„fast schon ein Teil der Einrichtung war. Im Unterschied zu anderen Besuchern hat der Präsident sie nicht gebeten, den Raum zu verlassen, wenn es um dienstliche Angelegenheiten ging.“

Kennedys Assistent Kenneth O’Donnell bemerkte gegenüber dem Journalisten Leo Damore, dass Mary Meyer im April 1962, als es um die Frage eines nuklearen Teststopps ging, Kennedy darin bekräftigte, sich nicht „auf einen ‚pissing contest‘ mit den Russen einzulassen.“

## Ermordung
Am 12. Oktober 1964, elf Monate nach dem Attentat auf John F. Kennedy, fiel sie selbst einem Attentat zum Opfer und wurde während eines Spaziergangs am Ufer des Chesapeake and Ohio Canal in Washington gegen 12:05 Uhr aus unmittelbarer Nähe mit zwei Schüssen ermordet, von denen sie einer im Rücken und der andere in der linken Schläfe traf. Da sie keine Papiere bei sich trug, wusste die Polizei erst kurz nach 18:00 Uhr, dass es sich bei der Toten um Mary Meyer handelte, nachdem ihre Schwester Antoinette und deren Mann Ben Bradlee sie im Leichenschauhaus identifiziert hatten.
Aufgrund einer Täterbeschreibung wurde rund 40 Minuten nach dem Mord ein Farbiger namens Ray Crumb festgenommen und vor Gericht gestellt, jedoch am 29. Juli 1965 von allen Anklagepunkten freigesprochen und wieder freigelassen.
Später wurde bekannt, dass sowohl Mary Meyers Ex-Mann Cord Meyer als auch ihr Schwager Ben Bradlee bereits am Nachmittag des Mordtages einen Anruf des befreundeten CIA-Agenten Wistar Janney (1919–1979) erhielten, in dem er beiden ihren Tod mitteilte – obwohl ihre Leiche zu diesem Zeitpunkt noch gar nicht identifiziert war. In seinen Memoiren berichtet Bradlee auch, dass er mit seiner Frau noch am Abend desselben Tages zu Mary Meyers Haus ging, um dort insbesondere nach ihrem Tagebuch zu suchen, da anzunehmen war, dass es zahlreiche Notizen über Kennedy enthielt. Da bemerkten sie plötzlich ein Geräusch an der Haustür und standen unverhofft James Angleton und dessen Frau Cicely gegenüber, Ersterer mit weißen Handschuhen und einem Dietrich.
Ihr Tagebuch wurde nicht gefunden.